# Jan Kossowski (architekt)

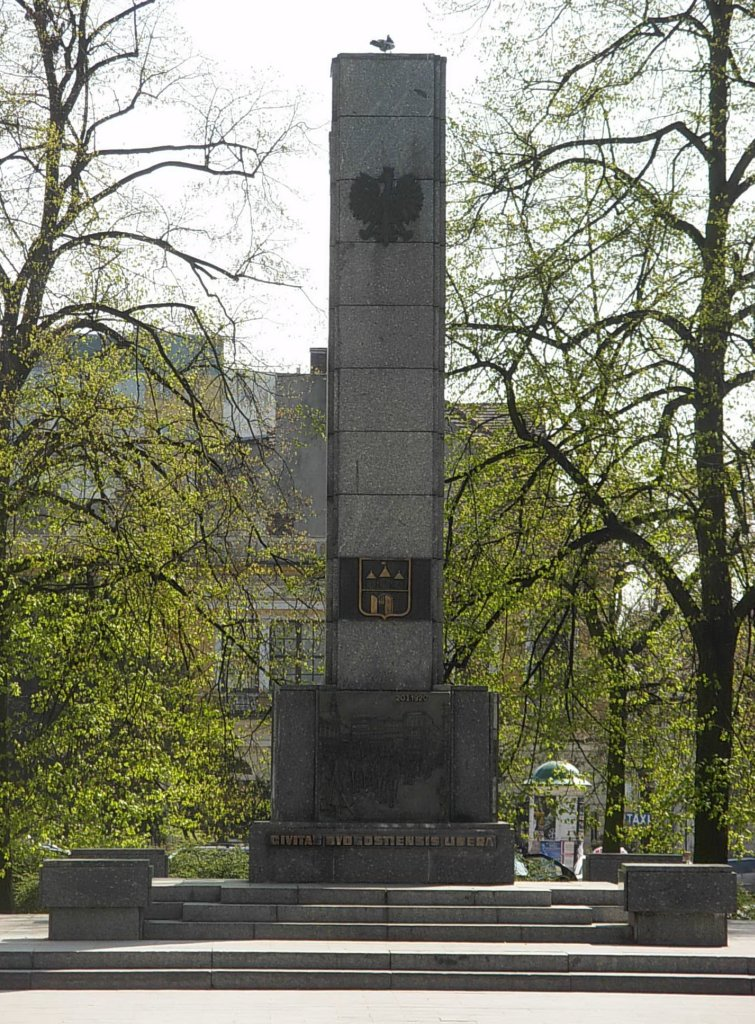
Pomnik Wolności wzniesiony w 1945 r. według projektu Jana Kossowskiego

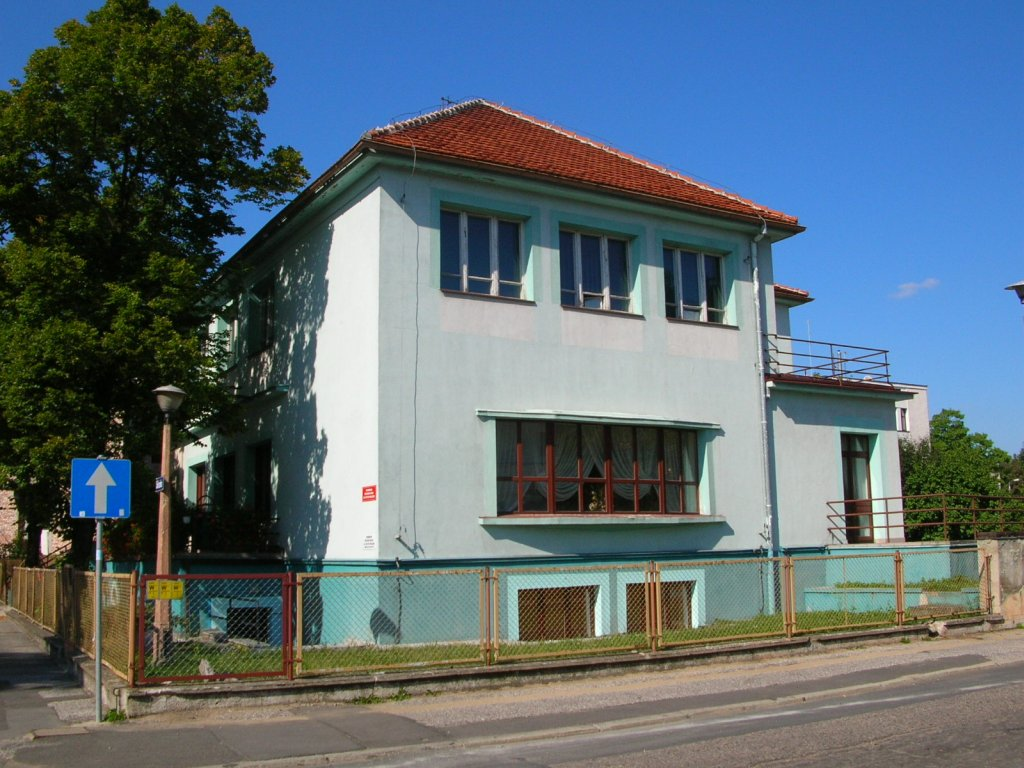
Dom przy ul. Sielanka 8a, obecnie mieszczący m.in. Urząd Stanu Cywilnego

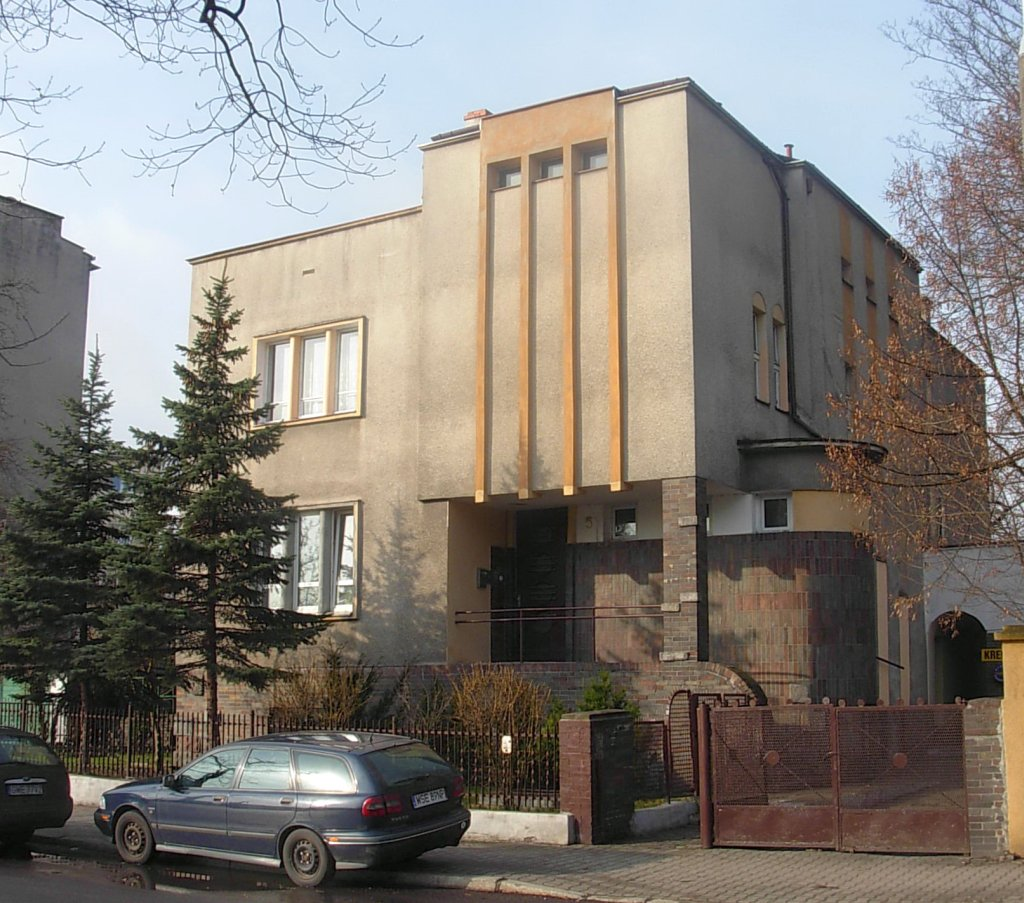
Dom przy al. Ossolińskich 5 (1935)

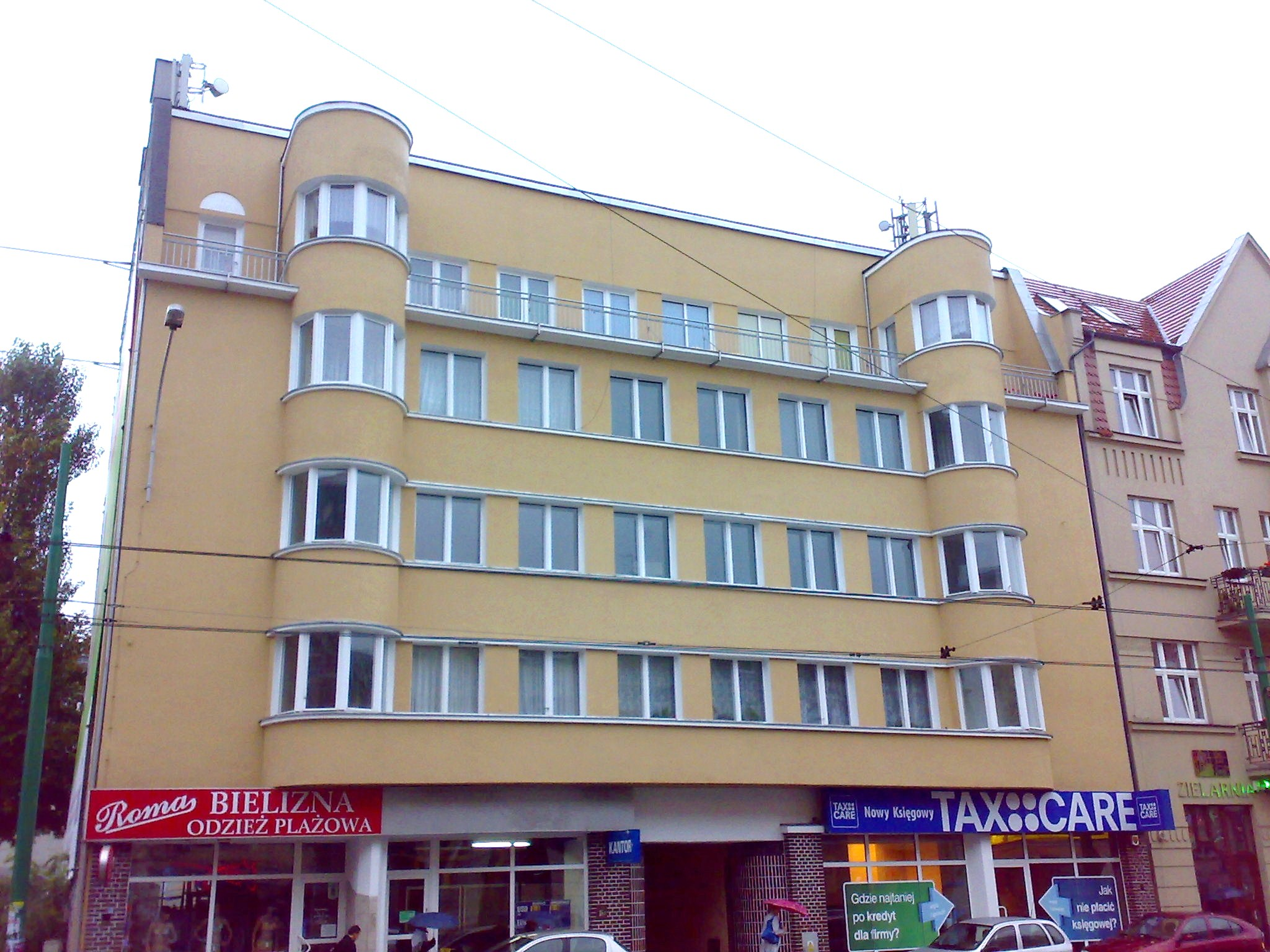
Kamienica przy ul. Dąbrowskiego 8 w Poznaniu (1935–1938)

Jan Kossowski (ur. 13 lipca 1898 w Chrzanówce, zm. 9 grudnia 1958 w Bydgoszczy) – polski architekt i budowniczy, głównie związany z  Bydgoszczą. Jego działalność zawodowa przypada na okres międzywojenny oraz lata 40. XX w.

## Życiorys
Jan Kossowski urodził się w majątku Chrzanówka niedaleko Mohylewa nad Dnieprem na Podolu. Matka Karolina z Kosteneckich zmarła, gdy chłopiec miał 11 lat, ojciec Jan w 1917. W Mohylewie ukończył szkołę powszechną, a potem gimnazjum w Winnicy, po czym rozpoczął naukę w Odessie.
27 kwietnia 1917 zgłosił się jako ochotnik do I Korpusu Polskiego dowodzonego przez generała Józefa Dowbora-Muśnickiego, lecz w czerwcu 1918 wrócił do rodzinnego majątku, z powodu odniesionych ran. Po dwuletnim okresie pracy na stanowisku rachunkowego w Stepanówce pod Winnicą, w 1920 ponownie znalazł się w polskim wojsku. Uczestniczył w walkach pod Warszawą, gdzie został odznaczony. W 1921 przebywał w Poznaniu, a w latach 1922–1923 w Toruniu, po czym w maju 1923 został przeniesiony do Bydgoszczy jako kreślarz budowlany w Kierownictwie Rejonu Inżynierii i Saperów. Powodem, dla którego Jan Kossowski poprosił o przeniesienie z Torunia do Bydgoszczy była chęć rozpoczęcia nauki w Państwowej Szkole Przemysłu Artystycznego.
Od 1 listopada 1924 został zatrudniony przez inżyniera architekta Bronisława Jankowskiego, najpierw jako technik budowlany, a następnie od 1928, jako kierownik biura przy ul. Dworcowej 62. W latach 1925–1928 projektował i realizował wspólnie z Bronisławem Jankowskim wille mieszkalne na osiedlu Sielanka. Współpraca Kossowskiego z Jankowskim zakończyła się w 1933, gdy ten ostatni zamknął biuro w Bydgoszczy, motywując swoją decyzję zaostrzającym się kryzysem. W tym czasie Jan Kossowski założył własne biuro architektoniczne w Bydgoszczy mieszczące się przy ul. Chwytowo 6, a od 1937 przy ul. Kordeckiego 24, gdzie także zamieszkiwał wraz z rodziną.
Lata 30. XX w. to najlepszy okres w działalności zawodowej Kossowskiego. Zaprojektował w tym czasie ponad 30 kamienic i willi w Śródmieściu Bydgoszczy, w tym głównie na obszarze Sielanki i os. Leśnego. Znanych jest kilka jego realizacji z ul. Gdańskiej, placu Wolności i ul. św. Trójcy.
23 sierpnia 1939 został powołany do wojska. 17 września dostał się do niemieckiej niewoli, z której udało mu się uciec i wrócić w połowie listopada do Bydgoszczy. Początkowo znalazł zatrudnienie w firmie zajmującej się instalacją wodociągów i kanalizacji inżyniera Józefa Piecka, a od kwietnia 1940 do maja 1943 pracował w biurze architekta Karla Schauma. Z tego okresu pochodzi przeprowadzona według projektów Jana Kossowskiego budowa arkad w przyziemiu kamienic przy ul. Focha i Jagiellońskiej u zbiegu z ulicą Gdańską. W latach 1943–1945 pracował w Urzędzie Budowlanym Miasta Bydgoszczy.
Po wyzwoleniu w styczniu 1945 został powołany przez polskie władze miejskie na stanowisko kierownika Oddziału Rozbudowy i Urbanistyki i jednocześnie na stanowisko architekta miejskiego. Krótki czas prowadził własne biuro architektoniczne przy ul. Jagiellońskiej 22, po czym w 1948 r. przeszedł na etat w Centralnym Biurze Studiów i Projektów Budownictwa Przemysłowego. Z tego okresu pochodzi wiele koncepcji urbanistycznych dotyczących ul. Gdańskiej, ul. Słowackiego, ul. 3 Maja, placu Teatralnego – na którym postulował wzniesienie nowego gmachu teatru. W czerwcu 1953 opracował projekt gmachu filharmonii, w koncepcji bardzo zbliżony do zrealizowanego w latach 1954–1958.
Zmarł 9 grudnia 1958. Został pochowany w Bydgoszczy na cmentarzu Nowofarnym.

## Działalność
Realizacje Kossowskiego wykonywane wspólnie z Bronisławem Jankowskim (do 1933) mają głównie formę willi nawiązujących do form dworku o malowniczych kształtach, z gankiem wspartym na kolumnach.
Samodzielne realizacje Kossowskiego (od 1933) były natomiast – funkcjonalistyczne, z wykorzystaniem elementów ekspresjonistycznych, komponowane z prostych brył. Późniejsze realizacje, wznoszone w latach po kryzysie ekonomicznym, charakteryzują się bogatszymi formami, droższymi okładzinami, większą dbałością o detal.
Wizyty architekta w budującej się Gdyni zaowocowały charakterystycznymi projektami kilku budynków zamykających osie widokowe. Przy ul. św. Trójcy 5, Markwarta 22/24 i Piotrowskiego 21 powstały czterokondygnacyjne domy o zaokrąglonych narożnikach i oknami obiegającymi płynnie całą elewację jak wstęgi. Za najlepszą realizację z okresu międzywojennego sam architekt uważał kamienicę z salonem samochodowym przy Placu Wolności 7, wzniesioną w 1939.
Natomiast najlepsze wille zaprojektowane przez Kossowskiego wzniesiono na terenie Sielanki, os. Leśnego i ul. Sułkowskiego w Bydgoszczy. Nawiązywały one również do rozwiązań stosowanych w nowym budownictwie w Gdyni.
Projektował nie tylko kamienice, ale również przebudowy obiektów użyteczności publicznej, budynki przemysłowe, obiekty sakralne, jest także autorem pomnika Wolności w Bydgoszczy.

## Realizacje
- Willa adwokata P. Ossowskiego – ul. Moniuszki 10, Toruń (1926)
- Willa adwokata S. Temskiego – ul. Bydgoska 5, Toruń (1926)
- Komunalna Kasa Oszczędności przebudowa wnętrza – ul. Słowackiego 3, Bydgoszcz (1928)
- Kamienica – ul. Podgórna 5, Bydgoszcz – 1929
- Kościół par. św. Józefa – Tczew – 1929
- Projekt szpitala miejskiego (II nagroda) – Bydgoszcz – 1929
- Szpital Powiatowy przebudowa – ul. Chodkiewicza 44, Bydgoszcz – 1933
- Willa dyr. S. Mocka – ul. Bratnia, Inowrocław – 1933
- Plebania par. św. Mikołaja – Inowrocław – 1933
- Willa kupca C. Borysa – Sielanka 8a, Bydgoszcz – 1933
- Willa lekarza S. Gaszyńskiego – ul. Asnyka 6, Bydgoszcz – 1934
- Szpital Powiatowy – ul. Dworcowa, Świecie – 1934
- Kamienica czynszowa – ul. Markwarta 22/24, Bydgoszcz – 1933–1938
- Dom F. Mullera – ul. Chwytowo 14, Bydgoszcz – 1934–1936
- Kamienica czynszowa – ul. św. Trójcy 5/5a, Bydgoszcz – 1934–1937
- Willa L. Stojowskiego –  ul. Ossolińskich 5, Bydgoszcz – 1935
- Rozbudowa cukrowni – Unisław – 1935
- Kamienica czynszowa – ul. Dąbrowskiego 8, Poznań – 1935–1938
- Willa dr. Wesselika – ul. Dworcowa, Działdowo – 1936
- Kamienica – ul. Sułkowskiego 10, Bydgoszcz – 1936
- Willa S. Szyperska – ul. Moniuszki 14, Bydgoszcz – 1936
- Kamienica czynszowa – ul. 20 Stycznia 1920 r. 41, Bydgoszcz – 1936
- Przebudowa kamienicy – ul. Gdańska 14-16, Bydgoszcz – 1936
- Kamienica czynszowa – ul. Piotrowskiego 19, Bydgoszcz – 1937
- Kamienica czynszowa – ul. 20 Stycznia 1920 r. 39, Bydgoszcz – 1937
- Willa S. Kasperskiego – ul. Jodłowa 2, Bydgoszcz – 1937
- Willa B. Zamiary – ul. Jodłowa 9, Bydgoszcz – 1937
- Willa A. Kallnika – ul. Jodłowa 13, Bydgoszcz – 1937
- Kamienica czynszowa – ul. Zamoyskiego 17, Bydgoszcz – 1937
- Przebudowa Fabryki Rowerów i Motocykli „Tornedo” – ul. św. Trójcy 34 – 1937
- Kamienica czynszowa – ul. 20 Stycznia 1920 r. 9, Bydgoszcz – 1937
- Kamienica czynszowa – ul. Gdańska 214, Bydgoszcz – 1937
- Plebania par. NMP Królowej Polski – Brzoza – 1937
- Willa W. Jankowskiego – ul. Solankowa, Inowrocław – 1937
- Pensjonat – Rabka – 1938
- Kamienica czynszowa – ul. Gdańska 208, Bydgoszcz – 1938
- Willa W. Millnera – ul. Markwarta 11, Bydgoszcz – 1938
- Willa H. i M. Walerowicz – ul. Sułkowskiego 12, Bydgoszcz – 1938
- Willa „Pasamon” – ul. Jagiellońska 117, Bydgoszcz – 1938
- Przebudowa kamienicy – ul. Gdańska 11, Bydgoszcz – 1938
- Biura i pawilon wystawowy – ul. Sobieskiego 8, Bydgoszcz – 1938
- Przebudowa fabryki – ul. Gdańska 12, Bydgoszcz – 1938
- Willa S. Ciszewskiego – ul. Sułkowskiego 6, Bydgoszcz – 1938
- Przebudowa piekarni – ul. Kościuszki 53, Bydgoszcz – 1938
- Kamienica czynszowa – Plac Wolności 7, Bydgoszcz – 1939
- Kamienica czynszowa – Plac Piastowski 3, Bydgoszcz – 1939
- Rozbudowa Komunalnej Kasy Oszczędności – ul. Jagiellońska 4, Bydgoszcz – 1939
- Przebudowa przyziemi kamienic (arkady) – ul. Focha 2 i Jagiellońska 2, Bydgoszcz – 1940
- Przebudowa wieży kościoła Zbawiciela – Plac Zbawiciela, Bydgoszcz – 1945
- Pomnik Wolności – Plac Wolności, Bydgoszcz – 1945
- Rozbudowa Zakładów Graficznych – ul. Jagiellońska 1, Bydgoszcz – 1946
- Odbudowa i przebudowa Resursy Kupieckiej – ul. Jagiellońska 11, Bydgoszcz – 1946
- Odbudowa i przebudowa bud. administracyjnego gazowni – ul. Jagiellońska 42, Bydgoszcz – 1946–1948
- Adaptacja lokalu na potrzeby banku – ul Gdańska 10, Bydgoszcz – 1947
- Odbudowa prezbiterium i kaplicy Matki Boskiej Częstochowskiej w bazylice św. Wincentego a Paulo – Bydgoszcz – 1949
- Projekt Filharmonii Pomorskiej – Bydgoszcz – 1953
- Ratusz – Tuchola – lata 40. i 50. XX w.